# Черезара
Череза̀ра (на италиански: Ceresara, на местен диалект: Sarasere, Саразере) е малко градче и община в Северна Италия, провинция Мантуа, регион Ломбардия. Разположено е на 44 m надморска височина. Населението на общината е 2670 души (към 2014 г.).